# Notasterias pedicellaris
Notasterias pedicellaris är en sjöstjärneart som först beskrevs av Jean Baptiste François René Koehler 1907.  Notasterias pedicellaris ingår i släktet Notasterias och familjen trollsjöstjärnor. Inga underarter finns listade i Catalogue of Life.